# ヒーゼン
ヒーゼン（Heathen）は、アメリカ合衆国出身のスラッシュメタル・バンド。
サンフランシスコ産スラッシュメタル「ベイエリア・スラッシュ」の代表的なバンドの一つ。一度解散したが、2001年から活動を再開した。

## 略歴・背景

### 結成期（1984年 - 1992年）

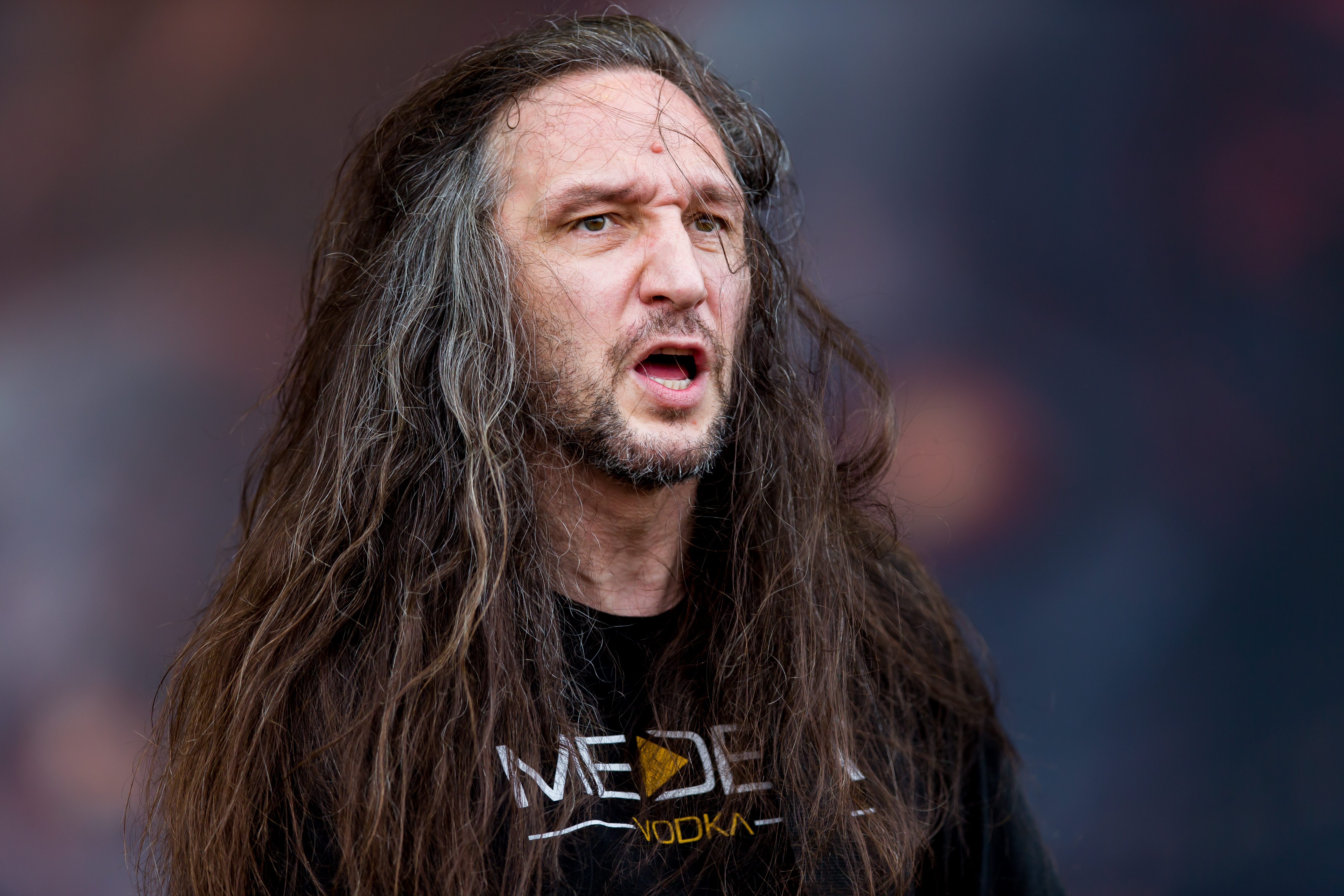
創設者リー・アルタス(G) 2016年

1984年、リー・アルタス(G)らを中心にサンフランシスコで結成。
翌年以降からラインナップが固まり、1987年にアルバム『ブレイキング・ザ・サイレンス』でデビュー。ロニー・モントローズがプロデュースし、往年のグラムロック・バンド「スウィート」のカバー曲が好評だった効果もあり、上々の評価を受ける。
デビュー作で順調なスタートを切ったものの、バンド・ラインナップは流動的で、セカンド・アルバム『ヴィクティムズ・オヴ・ディセプション』をリリースするまで4年を費やした。
新アルバム自体は前作を上回る完成度をみせたが、これからという矢先の翌年に加入したばかりのランディ・レイリー(B)を事故で亡くしてしまう。それら様々な要因も重なって順風満帆とはいかなくなり、同年に活動停止した。

### 再結成以降（2001年 - 現在）
2001年、病魔に侵されたボーカリスト達、チャック・ビリー（テスタメント）とチャック・シュルディナー（デス）を支援するためのチャリティー・コンサート「Thrash of the Titans」が開かれ、スラッシュメタル・バンドの仲間達が駆けつけた。アルタス(G)らかつてのヒーゼン・メンバーも加わって再結成を果たし、これを契機にライブ活動を再開する。
2005年以降から主宰者のアルタス(G)が、スラッシュメタル・バンド「エクソダス」に籍を置く。その兼ね合いがある事情で散発的なりながらも活動を続け、2009年に18年ぶりのサード・アルバム『ジ・エヴォリューション・オブ・ケイオス』をリリース。同年、日本のスラッシュメタル・イベント「THRASH DOMINATION 09」出演のため初来日を果たす。
2012年に、欧州の大手レーベル「ニュークリア・ブラスト」と契約。次作に向け活動を継続しながらもクラーゲン・ラムまでがエクソダスに参加するなど遅々として進展しなかったが、紆余曲折を経て2020年に11年ぶりとなるアルバム『エンパイア・オブ・ザ・ブラインド』をリリースした。

## スタイル
サンフランシスコ産のスラッシュメタル「ベイエリア・スラッシュ」の範疇にありながらも、パワーメタル寄りのスタイルが特徴。18年ぶりのサード・アルバムでも、原点に回帰した遜色のないスタイルをみせている。
リーダーのリー・アルタスは、1980年代末当時の取材にて「バンドの音楽性は、スラッシュメタルでもスピードメタルでもなく、ただのメタルだ」と答えている。

## メンバー
※2021年5月時点

### 現ラインナップ
- デヴィッド・ホワイト（David White Godfrey）- ボーカル (1985年-1988年、1989年- )
- リー・アルタス（Lee Altus）- ギター (1984年- )
- クラーゲン・ラム（Kragen Lum）- ギター (2007年- )
- ジェイソン・ミルザ（Jason Mirza）- ベース (2019年- )
- カイル・エディッシ（Kyle Edissi）- ギター (2023年- )
- ライアン・イドリス（Ryan Idris）- ドラムス (2023年- )

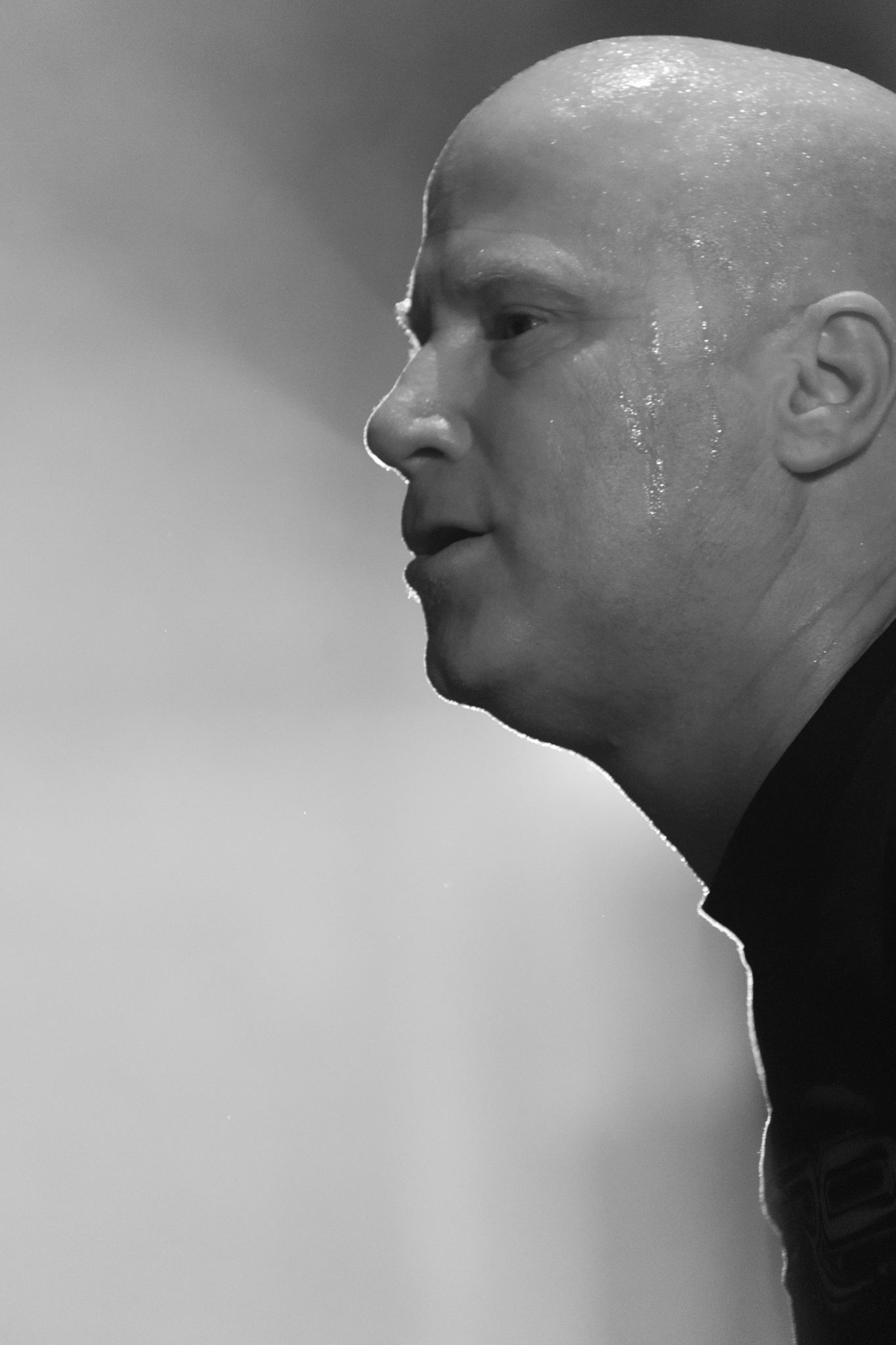
デヴィッド・ホワイト(Vo) 2015年
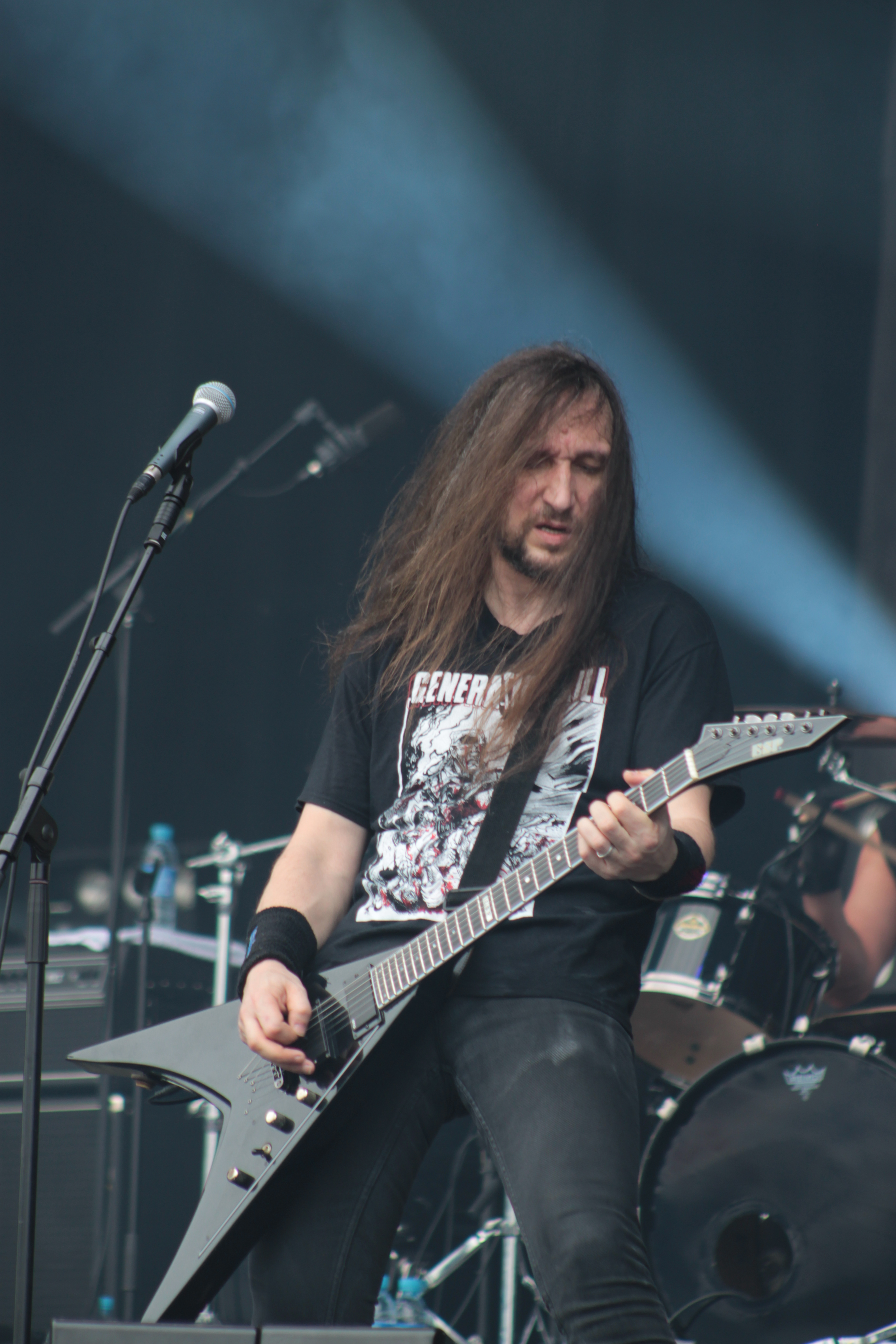
リー・アルタス(G) 2013年
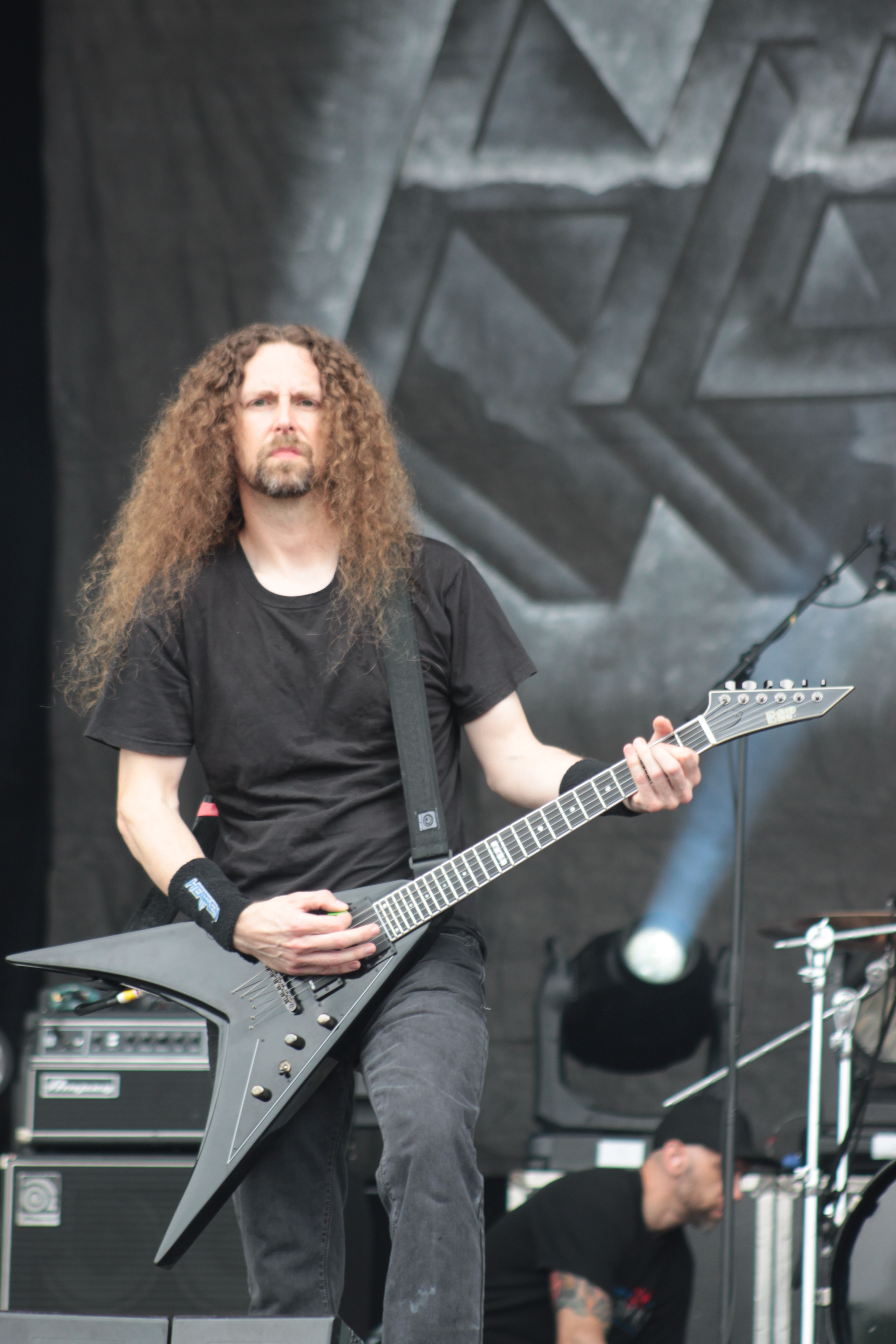
クラーゲン・ラム(G) 2013年

### 旧メンバー
ボーカル
- サム・クレス　Sam Kress (1984年)　♱RIP.2006年
- ポール・バロフ　Paul Baloff (1988年)　♱RIP.2002年
- リック・ウィーバー　Rick Weaver (1988年-1989年)

ギター
- ジム・サンギネッティ　Jim Sanguinetti (1984年)
- ダグ・ピアシー　Doug Piercy (1985年-1992年)
- スヴェン・ソーダールンド　Sven Soderlund (1992年)
- アイラ・ブラック　Ira Black (1992年、2001年-2004年)
- テリー・ローダーデール　Terry Lauderdale (2005年-2007年)

ベース
- エリック・ウォン　Eric Wong (1985年)
- マイク・ジャストレムスキー　Mike "Yaz" Jastremski (1986年-1988年、2001年-2002年)　♱RIP.2005年
- マニー・ブラボ　Manny Bravo (1989年)
- バーン・マクエルロイ　Vern McElroy (1989年-1990年)
- マーク・ビーデルマン　Marc Biedermann (1990年-1991年)
- ランディ・レイリー　Randy Laire (1991年)　♱RIP.1991年
- ジェイソン・ヴィーブルックス　Jason Viebrooks (1992年、2012年-2019年)
- ジョン・トーレス　Jon Torres (2002年-2011年)　♱RIP.2013年

ドラムス
- カール・サッコ　Carl Sacco (1984年-1988年)
- ダレン・ミンター　Darren Minter (1988年-1992年、2001年-2007年、2008年-2013年)
- マーク・ヘルナンデス　Mark Hernandez (2007年)
- ジョン・デット　Jon Dette (2013年)
- サシャ・ホーン　Sasha Horn (2015年)
- ジム・デマリア　Jim DeMaria (2019年-2023年)

## ディスコグラフィ

### スタジオ・アルバム
- 『ブレイキング・ザ・サイレンス』 - Breaking the Silence (1987年)
- 『ヴィクティムズ・オヴ・ディセプション』 - Victims of Deception (1991年)
- 『ジ・エヴォリューション・オブ・ケイオス』 - The Evolution of Chaos (2009年)
- 『エンパイア・オブ・ザ・ブラインド』 - Empire of the Blind (2020年)

### ライブ・アルバム
- Bleed the World: Live (2025年)

### コンピレーション・アルバム
- Recovered (2004年)